# Прокламація хорватсько-румунсько-словацької дружби

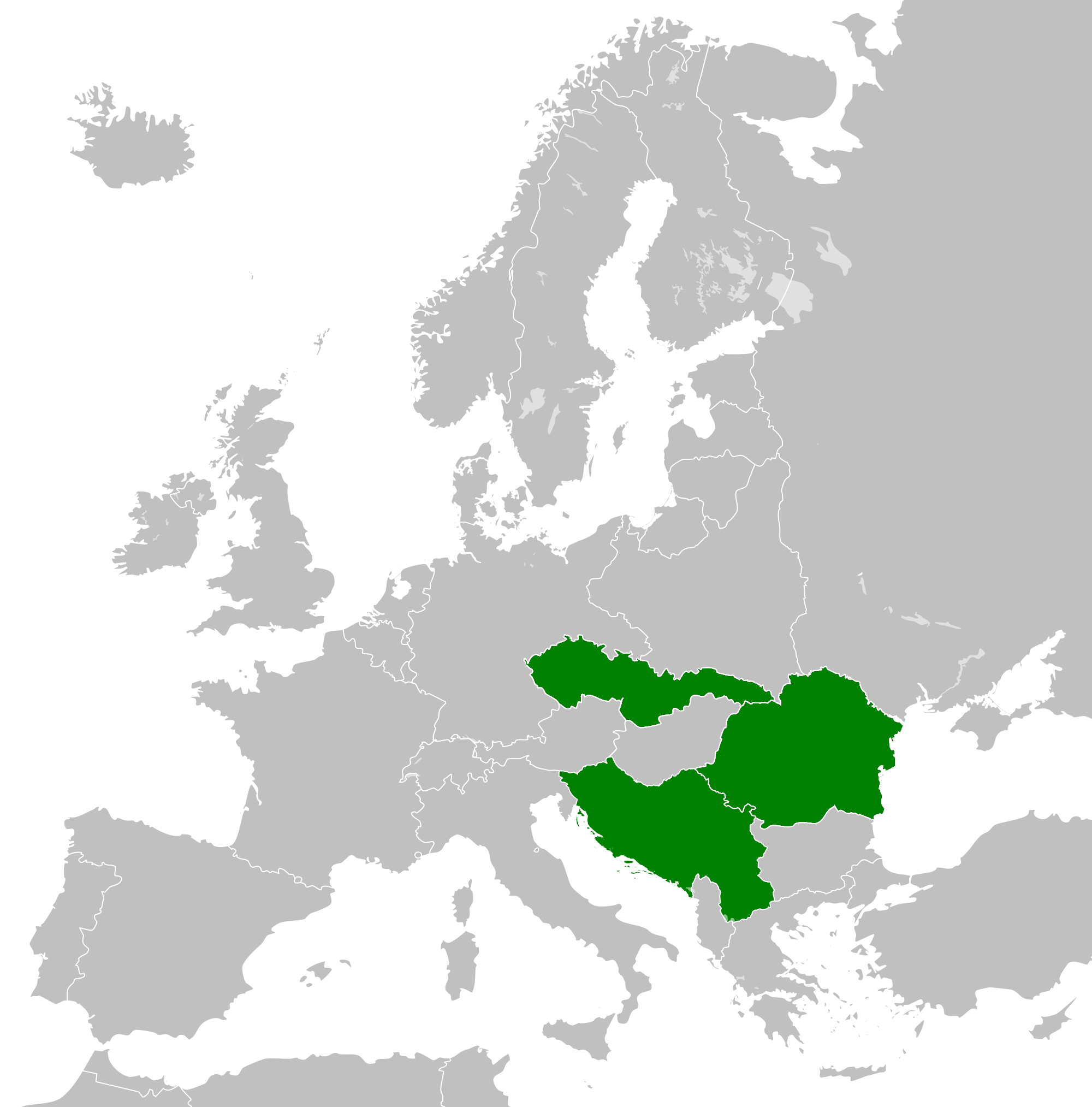
Мала Антанта (1921—1938)

Прокламація хорватсько-румунсько-словацької дружби — спільна прокламація про дружбу між Румунським королівством, Незалежною Державою Хорватією та Словацькою Республікою проти будь-якої подальшої угорської експансії під час Другої світової війни.

## Історія
Головним прихильником створення такого міждержавного союзу проти будь-яких угорських зазіхань був маршал Румунії Йон Антонеску, який певною мірою залучився до дипломатичної діяльності всередині Осі, що й привело до виникнення альянсу в травні 1942 року. Угода була схожою на Малу Антанту, яка існувала в міжвоєнний період.
Пізніше в ході війни словацькі війська і хорватські військово-морські та авіаційні підрозділи спільно діяли з румунської землі. Напруженість у відносинах з Угорщиною призвела до транскордонного рейду угорців у Турді, поблизу Клужа. Це стало одним із десятьох зіткнень, які трапилися того місяця.
1 серпня 1942 року Антонеску прилюдно відмовився від претензій на Північну Трансільванію на час війни. Він зробив це під тиском Гітлера, який не хотів, щоб Угорщина та Румунія вступали у конфлікт, поки тривала війна на сході, та хотів, щоб той разом із правителем Угорщини Міклошем Горті знову публічно визнали результати Другого Віденського арбітражу. Проте в приватному порядку Антонеску не переставав намовляти Гітлера повернути Північну Трансільванію Румунії.

## Підписанти

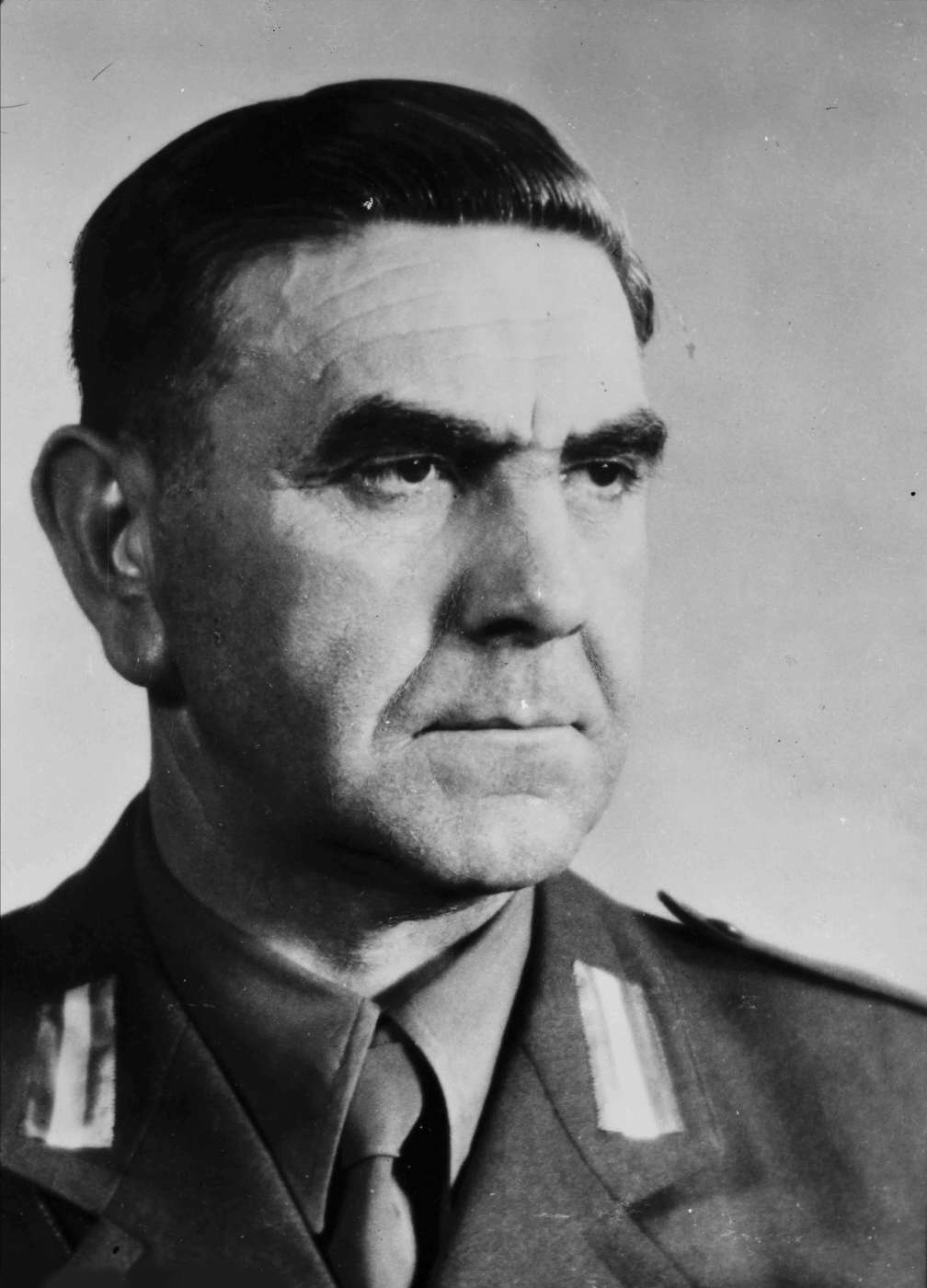
Поглавник Хорватії Анте Павелич
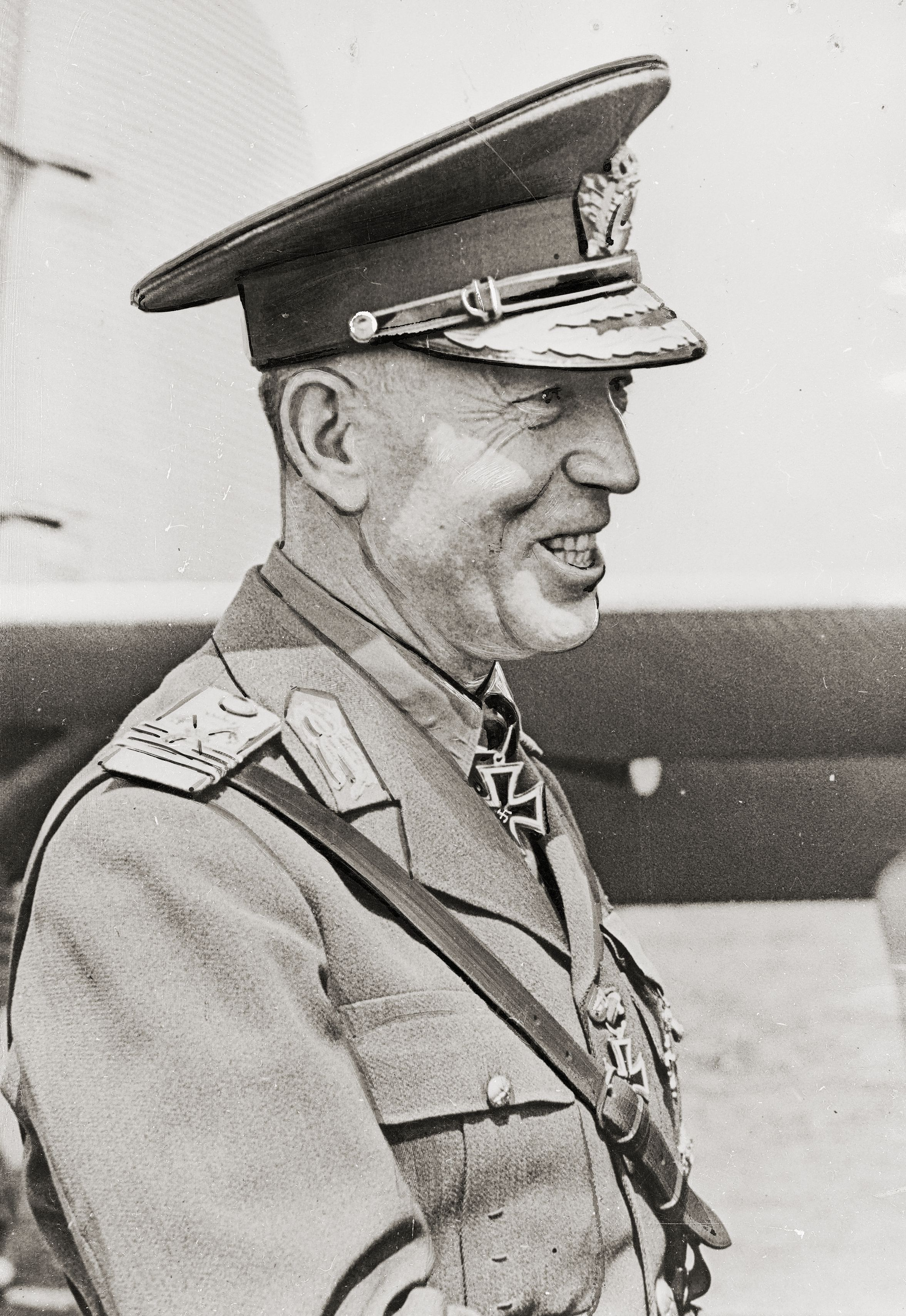
Кондукетор Румунії Іон Антонеску
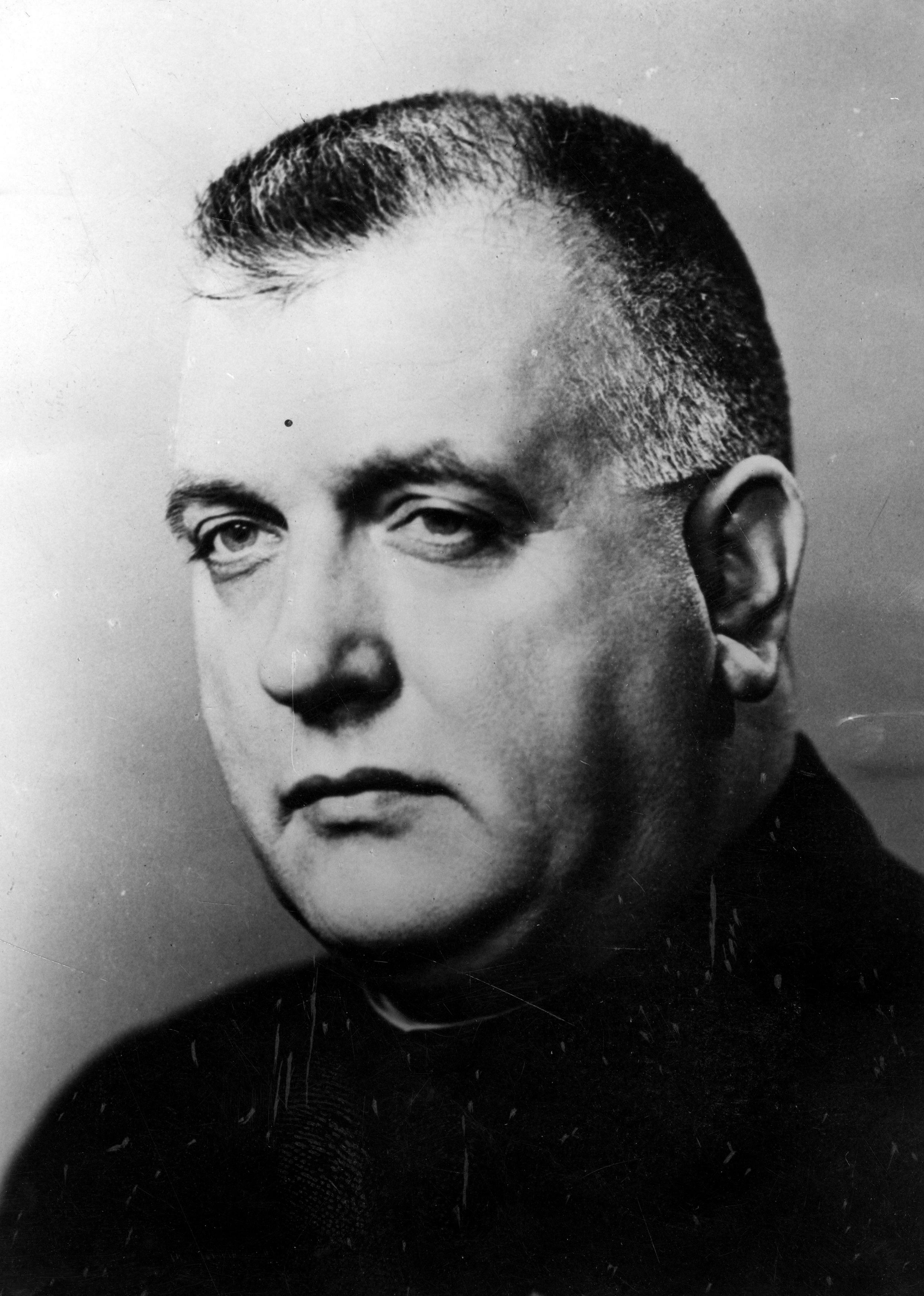
Вудца Словаччини Йозеф Тісо